# Jean-François Legaret
Pour les personnes ayant le même patronyme, voir Legaret.
 (janvier 2024).
Jean-François Legaret, né le 21 août 1952 à Paris (8e), est un homme politique français.
Il est maire du 1er arrondissement de Paris de 2000 à 2020 et conseiller de Paris de 1989 à 2020.

## Origine, famille et études
Il est le fils de Jean Legaret, ancien député de la Seine et sénateur de Paris. Jean-François Legaret grandit dans le 4e arrondissement de Paris.
Élève au lycée Charlemagne, il poursuit ses études supérieures en droit à l’université de Paris II–Assas, puis à l’université Paris IV–Sorbonne. Il est titulaire d’une licence et d’une maîtrise de droit public et d’un diplôme d'études littéraires générales.
Jean-François Legaret est père de deux enfants.

## Carrière professionnelle
Jean-François Legaret est d'abord assistant parlementaire, avant de devenir chargé de mission au cabinet de Jacques Chirac, entre 1978 et 1983, alors maire de Paris. Puis, il est à nouveau chargé de mission auprès du président du Conseil régional d’Île-de-France, Michel Giraud, de 1983 à 1988.

## Carrière politique
Il entre à l’âge de 30 ans au conseil municipal du 1er arrondissement de Paris, en 1983.
En 1989, il est élu conseiller de Paris RPR et en 1994, conseiller régional d’Île-de-France (la région est alors présidée par Michel Giraud).
De 1995 à 2001, Jean-François Legaret est l’adjoint au maire de Paris, Jean Tiberi, chargé des Finances et des marchés publics.
Il est président du Port autonome de Paris de 1997 à 2001.
Il est président de la Commission des finances du Conseil de Paris jusqu’au 13 septembre 2012, date à laquelle il devient président du groupe UMP au Conseil de Paris. Il reste à cette fonction jusqu'aux élections municipales de 2014 qui voient Nathalie Kosciusko-Morizet le remplacer. 
De juin 2012 à juin 2017, Jean-François Legaret est aussi Suppléant du député titulaire est Pierre Lellouche dans la 1re circonscription de Paris,

### Élections municipales de 2001
Le 29 mars 2000, le maire du 1er arrondissement de Paris Michel Caldaguès démissionne. Par conséquent, une élection pour désigner le nouveau maire est organisée au sein du conseil municipal. Le 17 avril Jean-François Legaret la remporte aisément face au candidat d'opposition socialiste Alain Le Garrec, qui n'obtient que trois voix.
Il se présente aux élections municipales de mars 2001, où il est le seul rescapé issu de la liste dissidente de Jean Tiberi à être élu maire d'arrondissement, à part Jean Tiberi lui-même réélu dans le 5e arrondissement. Il obtient 52,48 % des voix contre 47,51 % pour Alain Le Garrec.
En 2002, Jean-François Legaret rejoint l’Union pour un mouvement populaire dont il devient le délégué de la première circonscription de Paris qui regroupe (jusqu’en 2012) les 1er, 2e, 3e et 4e arrondissements de Paris.
Candidat (UMP) à la députation, pour la XIIe législature (2002-2007), dans la première circonscription de Paris (1er, 2e, 3e et 4e arrondissements), il est battu de justesse, obtenant 49,08 % des voix contre 50,92 % pour Martine Billard (Les Verts, soutenue par le Parti socialiste).

### Élections municipales de 2008
Pour les élections législatives des 10 et 17 juin 2007, Jean-François Legaret est le candidat désigné par l’UMP dans la première circonscription de Paris pour la XIIIe législature. Il affronte notamment Martine Billard, la députée sortante (Les Verts) et comme les autres candidats UMP de tous les autres arrondissements de Paris, un candidat de l’UDF/MoDem, un candidat du Centre national des indépendants, et un autre d'Alternative libérale, trois mouvements du centre et de la droite. Au soir du premier tour, Jean-François Legaret est en ballottage avec 39,70 % des voix contre 37,1 % à Martine Billard. Il est battu au second tour.
Candidat à sa propre succession à la mairie du 1er arrondissement dans le cadre des élections municipales de 2008 à Paris, il est réélu au second tour avec 52,76 % des voix.
Il est l’une des premières personnalités politiques françaises à avoir utilisé des automates téléphoniques auprès de ses électeurs pour les sensibiliser à sa candidature.

### Mariage pour tous
Dans une lettre envoyée à l'association Gaylib, à l'occasion des élections législatives de 2007 dans la 1re circonscription de Paris, Jean-François Legaret indique qu'il « souhaite, par exemple, soutenir si [il est] parlementaire le contrat d’« Union » proposé par Nicolas Sarkozy dans son programme de campagne visant à l’égalité des droits et des devoirs (patrimoniaux, successoraux, fiscaux et sociaux, hors filiation) pour les couples de même sexe (contrat également ouvert au couple de sexes différents) avec une cérémonie en Mairie ».
Opposant au projet de loi ouvrant le mariage aux couples homosexuels, Jean-François Legaret a été présent aux manifestations de La Manif pour Tous du 17 novembre 2012 (pour laquelle il envoie le 12 novembre 2012 à ses collègues conseillers de Paris et conseillers d'arrondissement une lettre les invitant à y participer[source insuffisante]), 13 janvier 2013, 24 mars 2013, et le 21 avril 2013. Il est intervenu lors de la séance du Conseil de Paris du 25 mars sur la gestion de la manifestation du 24 mars par les forces de l’ordre et a invité les élus UMP de Paris à manifester.
Jean-François Legaret indique le 30 mai 2013 qu'il va porter plainte contre X pour « faux et usage de faux » après la diffusion sur Internet d'une vidéo insinuant qu'il est favorable à l'ouverture du mariage, de la PMA et de la GPA aux homosexuels,. 

### Élections municipales de 2014
Dans la perspective de l'élection municipale de 2014 à Paris, il se présente à la primaire de l'UMP pour devenir tête de liste sur l'ensemble de la capitale. Il est en compétition avec Nathalie Kosciusko-Morizet, Pierre-Yves Bournazel et Franck Margain. Le jeudi 30 mai 2013, il déclare avoir reçu « de très nombreux témoignages de piratage du fichier des inscriptions » ; « tout cela est de nature à remettre en question la sincérité du scrutin », et annonce qu'il saisit la justice pour « faux et usage de faux ». Il termine en deuxième position avec 20,46 % des suffrages. Tête de la liste UMP-UDI-MoDem dans le 1er arrondissement pour les municipales, il est réélu dès le premier tour avec 51,71 % des voix. Il devient ensuite premier vice-président du groupe UMP au Conseil de Paris.
|                | Nathalie Kosciusko-Morizet | 11 675 | 58,35 |
|                | Jean-François Legaret      | 4 095  | 20,46 |
|                | Pierre-Yves Bournazel      | 2 165  | 10,82 |
|                | Franck Margain             | 2 075  | 10,37 |
|                |                            |        |       |
| Votants        | Votants                    | 20 074 | 86,10 |
| Blancs et nuls | Blancs et nuls             | 64     | 0,32  |
| Exprimés       | Exprimés                   | 20 010 | 99,68 |

### Après 2014
Il soutient Alain Juppé pour la primaire présidentielle des Républicains de 2016.
Dans l'entre-deux-tours de l'élection présidentielle de 2017 qui oppose Marine Le Pen à Emmanuel Macron, il annonce qu'il votera pour le candidat En marche !
Jean-François Legaret est investi par la Commission nationale d'investiture des Républicains pour les élections législatives des 11 et 18 juin 2017 dans la 1re circonscription de Paris. Il se présente avec Jean-Baptiste de Froment (LR) pour suppléant. Il est battu dès le premier tour par Sylvain Maillard (LREM), en recueillant 17,8 % des voix.
Pour les élections sénatoriales de 2017, il est n°2 à Paris de l'une des trois listes de droite qui se présentent (« Liste Parisienne des Républicains de la droite et du centre »), liste qui remporte un seul siège en recueillant 7,53 % des voix.
Pour le congrès des Républicains de 2017, il soutient Maël de Calan.
Il ne se représente pas lors des élections municipales de 2020 à Paris. Début 2021, il devient président de la Commission du Vieux Paris, dont il est membre depuis 1995.